# Simona Abdallah
Simona Abdallah (født 8. juni 1979 i Tyskland) er en palæstinensisk-dansk perkussionist og coach.
Simona Abdallah begyndte at spille darbuka som barn, hvad der er usædvanligt i muslimske familier.
Hun har spillet med Middle East Peace Orchestra,
Natacha Atlas,
samt varmet op for Cheb Khaled. 
I foråret 2011 spillede hun opvarmning for Sort Sol, og til DMA 2011 spillede hun sammen med Aura.
Samme år medvirkede hun også som perkussionist i Casper Christensen og Frank Hvams standup doubleshow Nu som mennesker.